# Annika Thor
Annika Thor (Göteborg, 2 juli 1950) is een Zweeds kinderboekenschrijfster. Haar werk is gericht op de leeftijdscategorie van twaalf jaar en ouder.
Thor is werkzaam geweest als bibliothecaris, journalist en toneelschrijver en publiceerde in 1996 haar eerste kinderboek. In haar boeken verwerkte ze aanvankelijk haar joodse achtergrond. In Een eiland in  zee, dat in het buitenland enkele malen werd bekroond, beschrijft ze de vlucht van twee joodse zusjes uit Wenen naar Zweden. Twee latere boeken (De lelievijver en De donkere diepte) beschrijven de wederwaardigheden van een van die zusjes in een Zweden dat tijdens de Tweede Wereldoorlog niet vrij is van racisme. Op open water speelt na de oorlog; de vader van de hoofdpersoon is gedeporteerd.
Het bekroonde en verfilmde Waarheid, durven of doen heeft een heel andere thematiek: het verlies van vriendschap en pesten.

## Prijzen en vertaling
In 1997 ontving Thor voor Sanning eller konsekvens de Augustpriset, de hoogste Zweedse literaire onderscheiding. Voor haar debuut kreeg ze in 1999 de prestigieuze Deutscher Jugendliteraturpreis. In 2000 won Thor de Astrid Lindgren Memorial Award (ALMA), een internationale Zweedse literatuurprijs die jaarlijks wordt uitgereikt. In Noorwegen werd ze bekroond met de Nordiska Barnbokpriset. Diverse andere prijzen zijn haar ten deel gevallen. Haar werk wordt in Nederland uitgegeven door Uitgeverij Lemniscaat.

## Nederlandse vertalingen
- Waarheid, durven of doen (1998) ISBN 90-5637-170-3
- Een eiland in zee (2000) ISBN 90-5637-241-6
- De donkere diepte (2002) ISBN 90-5637-369-2
- Op open water (2002) ISBN 90-5637-437-0
- Rood hart, blauwe vlinder (2005) ISBN 90-5637-670-5
- Vlinders in je buik, brok in je keel (2006) ISBN 90-5637-768-X
- De lelievijver (2001) ISBN 90-5637-338-2